# Vrbovljani
Vrbovljani falu Horvátországban, Bród-Szávamente megyében. Közigazgatásilag Okucsányhoz tartozik.

## Fekvése
Bródtól légvonalban 67, közúton 75 km-re nyugatra, Pozsegától   légvonalban 41, közúton 49 km-re délnyugatra, községközpontjától 3 km-re délnyugatra, a Sloboština-patak partján fekszik. 

## Története
A kora középkorban a lesnicai birtok feküdt az akkor Lesnicának, ma Sloboštinának nevezett patak mentén. A Szávától a Lesnica keleti partján a Psunj-hegységig terjedő birtok neve „Leznikmelléke” volt. A birtokot II. András 1210-ben kelt oklevele említi először, melyben a templomosok lovagrendjét megerősíti többek között az egykor Pozsega várához tartozott Lesnissa és Racessan földjeinek birtokában és leírja e földek határait. A török 1536 és 1544 között foglalta el ezt a területet. A török uralom idején Boszniából pravoszláv szerbeket telepítettek ide. Valószínűleg ők nevezték el falujukat az ezen az egykori vizenyős területen leggyakoribb fafajtáról, a fűzfáról (délszlávul: vrba). 
A térség csak 1687-ben szabadult fel a török uralom alól. Az első katonai felmérés térképén „Dorf Verbovliane” néven található. Lipszky János 1808-ban Budán kiadott repertóriumában „Verbovljane” néven szerepel.  
Nagy Lajos 1829-ben kiadott művében „Verbovljane” néven 78 házzal, 22 katolikus és 406 ortodox vallású lakossal találjuk.  A gradiskai határőrezredhez tartozott, majd a katonai közigazgatás megszüntetése után Pozsega vármegyéhez csatolták. 
1857-ben 500, 1910-ben 722 lakosa volt. Az 1910-es népszámlálás szerint lakosságának 98%-a szerb anyanyelvű volt. Pozsega vármegye Újgradiskai járásának része volt. Az első világháború után 1918-ban az új szerb-horvát-szlovén állam, majd később (1929-ben) Jugoszlávia része lett. 
1991-től a független Horvátországhoz tartozik. 1991-ben lakosságának 86%-a szerb, 6%-a horvát nemzetiségű volt. A délszláv háború során a település már a háború elején 1991 tavaszán szerb ellenőrzés alá került. 1995. május 2-án a „Bljesak-95” hadművelet második napján foglalta vissza a horvát hadsereg. A szerb lakosság legnagyobb része elmenekült. 2011-ben a településnek 230 lakosa volt. 

## Lakossága
| Lakosság változása | Lakosság változása | Lakosság változása | Lakosság változása | Lakosság változása | Lakosság változása | Lakosság változása | Lakosság változása | Lakosság változása | Lakosság változása | Lakosság változása | Lakosság változása | Lakosság változása | Lakosság változása | Lakosság változása | Lakosság változása |
| ------------------ | ------------------ | ------------------ | ------------------ | ------------------ | ------------------ | ------------------ | ------------------ | ------------------ | ------------------ | ------------------ | ------------------ | ------------------ | ------------------ | ------------------ | ------------------ |
| 1857               | 1869               | 1880               | 1890               | 1900               | 1910               | 1921               | 1931               | 1948               | 1953               | 1961               | 1971               | 1981               | 1991               | 2001               | 2011               |
| 500                | 561                | 521                | 637                | 612                | 722                | 711                | 775                | 675                | 644                | 607                | 672                | 606                | 551                | 302                | 230                |

## Nevezetességei
Szent Száva tiszteletére szentelt pravoszláv parochiális temploma 1750 körül épült. 1782-ben mint fából épített templomot említik. A második világháború idején 1941-ben a borovaci usztasák földig rombolták. A háború után a régi templom helyével átellenben új templomot és parókiát építettek, melyek ma ugyancsak rossz állapotban állnak. A parókiához a szomszédos Čovac temploma is hozzá tartozik.